# Vicenza Volley 1998-1999

## Risultati ottenuti

### In Italia
- Serie A1: 6º posto, perde i quarti di finale dei play-off contro Omnitel Modena
- Coppa Italia: vince la finale 3/4º posto contro Ester Napoli

## Rosa
in corsivo le giocatrici cedute a campionato in corso